# 하나오카정 (미에현)
하나오카정(花岡町)은 미에현 이난군에 있던 정이다. 현재의 마쓰사카시 중심부의 남남서부 일대에 해당한다.

## 역사
- 1889년 4월 1일 - 정촌제 시행에 의해 이타카군 하나오카촌이 성립하였다.
- 1896년 4월 1일 - 군제 시행에 의해 이난군으로 변경되었다.
- 1932년 7월 1일 - 정으로 승격해 하나오카정이 되었다.
- 1954년 10월 15일 - 마쓰사카시에 편입해, 동일 하나오카정은 폐지되었다.

## 교통

### 철도
- 긴키 닛폰 철도
  - 이세선

### 도로
- 국도 제166호선

## 참고문헌
- 大日本篤農家名鑑編纂所編『大日本篤農家名鑑』大日本篤農家名鑑編纂所、1910年。
- 衆議院事務局編『衆議院議員略歴 第1回乃至第19回』衆議院事務局、1936年。
- 『가도카와 일본 지명 대사전 24 三重県』。